# Oberverwaltungsgericht für das Land Brandenburg
Das Oberverwaltungsgericht für das Land Brandenburg war vom 1. Januar 1993 bis zum 30. Juni 2005 das Oberverwaltungsgericht des Bundeslandes Brandenburg.

## Gerichtssitz und -bezirk
Das Oberverwaltungsgericht für das Land Brandenburg hatte seinen Sitz in Frankfurt (Oder). Gerichtsbezirk war das gesamte Gebiet des Bundeslandes.

## Instanzenzug
Das Oberverwaltungsgericht war dem Bundesverwaltungsgericht untergeordnet.
Nachgeordnete Gerichte waren das Verwaltungsgericht Potsdam, das Verwaltungsgericht Frankfurt (Oder) und Verwaltungsgericht Cottbus.

## Geschichte
Das Oberverwaltungsgericht für das Land Brandenburg wurde zum 1. Januar 1993 errichtet.
In den Anfangsjahren war die Gewinnung von erfahrenen Verwaltungsrichtern auch standortbedingt jahrelang ein gravierendes Problem. Nur auf Grund eines Zugangs erfahrener Richter aus der Berliner Verwaltungsgerichtsbarkeit ließ sich die Arbeitsfähigkeit des Gerichts ab Mitte der 90er Jahre sichern. Auch danach war die Situation noch des Längeren durch eine hohe Fluktuation im Berichterstatterbereich gekennzeichnet. In der zweiten Hälfte der 90er Jahre stiegen die Verfahrenseingänge sprunghaft an und konnten wegen des Mangels an Planstellen nicht zeitnah bearbeitet werden. Dies führte zu teilweise überlangen Verfahrenslaufzeiten. Die Folgen waren bis zur Auflösung des Gerichts 2005 noch nicht vollständig überwunden.
In den Blick der Öffentlichkeit geriet die Rechtsprechung des Oberverwaltungsgerichts vor allem durch Entscheidungen zu bestimmten Großprojekten wie etwa zu dem sogenannten Bombodrom, der Fortführung des Braunkohletagebaus in der Lausitz, dem Flughafenstandort Schönefeld oder dem Potsdam-Center. Insgesamt erledigte das Gericht bis zu seiner Auflösung über 10.000 erstinstanzliche und zweitinstanzliche Verfahren. 2004 waren am Oberverwaltungsgericht für das Land Brandenburg 18 Richter und 22 sonstige Mitarbeiter mit Eingängen von etwa 1.500 Verfahren pro Jahr beschäftigt.
Am 26. April 2004 schlossen die Länder Berlin und Brandenburg den Staatsvertrag über die Errichtung gemeinsamer Fachobergerichte der Länder Berlin und Brandenburg. Zum 1. Juli 2005 wurde in einem ersten Schritt neben dem gemeinsamen Landessozialgericht Berlin-Brandenburg das gemeinsame Oberverwaltungsgericht Berlin-Brandenburg errichtet. Es ersetzt die Oberverwaltungsgerichte der Länder Berlin und Brandenburg.

## Richter
- Wilfried Peters
- Leiter war ab dem 1. Juli 1993: Dieter Liebert, * 19. Juni 1942